# Großmecka
Großmecka ist ein Ortsteil der Gemeinde Nobitz im Landkreis Altenburger Land in Thüringen. Die Gemarkung Kleinmecka ist mit Großmecka verschmolzen.

## Lage und Verkehr
Großmecka liegt im Altenburg-Zeitzer Lösshügelland nordöstlich von Gößnitz. Der Weiler befindet sich am Oberlauf des Lunzigbaches (Podelwitzer Bachs) in 230–240 Meter über NN. Südlich des Bachs liegen die drei Höfe der zu Großmecka gehörigen Ortslage Kleinmecka.
Durch den Ort führt die Kreisstraße 513, die im Westen auf die B 93 nördlich von Gößnitz führt und östlich in Gösdorf auf der B180 endet.

## Geschichte
Im Jahre 1336 wurde der Rundlings-Weiler erstmals urkundlich genannt. Zur Unterscheidung gegenüber dem Nachbarort Kleinmecka wurde Großmecka als „Meckow magnum“ bezeichnet. Der Ort gehörte zum wettinischen Amt Altenburg, welches ab dem 16. Jahrhundert aufgrund mehrerer Teilungen im Lauf seines Bestehens unter der Hoheit folgender Ernestinischer Herzogtümer stand: Herzogtum Sachsen (1554 bis 1572), Herzogtum Sachsen-Weimar (1572 bis 1603), Herzogtum Sachsen-Altenburg (1603 bis 1672), Herzogtum Sachsen-Gotha-Altenburg (1672 bis 1826). Aus Großmecka stammte das pleißenländische Adelsgeschlecht von Mecka, welches im 16. Jahrhundert im Altenburger Land eine bedeutende Rolle spielte. Bei der Neuordnung der Ernestinischen Herzogtümer im Jahr 1826 kam Großmecka wiederum zum Herzogtum Sachsen-Altenburg. Nach der Verwaltungsreform im Herzogtum gehörte der Ort bezüglich der Verwaltung zum Ostkreis (bis 1900) bzw. zum Landratsamt Altenburg (ab 1900). Großmecka gehörte ab 1918 zum Freistaat Sachsen-Altenburg, der 1920 im Land Thüringen aufging. 1922 kam der Ort zum Landkreis Altenburg.
Am 1. Oktober 1922 wurde Kleinmecka in Großmecka eingegliedert und wird seitdem nicht mehr als eigenständiger Ortsteil geführt. Am 1. Juli 1950 wurden die Nachbarorte Tautenhain und Gösdorf eingemeindet. Bei der zweiten Kreisreform in der DDR wurden 1952 die bestehenden Länder aufgelöst und die Landkreise neu zugeschnitten. Somit kam die Gemeinde Großmecka im Osten des Kreises Schmölln an den Bezirk Leipzig, der seit 1990 als Landkreis Schmölln zu Thüringen gehörte und 1994 im Landkreis Altenburger Land aufging.
Am 1. November 1973 wurde die Gemeinde Großmecka mit ihren Ortsteilen Tautenhain und Gösdorf in die Gemeinde Podelwitz eingegliedert. Mit dem Aufgehen der Gemeinde Podelwitz in der Einheitsgemeinde Saara wurde Großmecka samt seiner Ortslage Kleinmecka am 1. Januar 1996 ein Ortsteil dieser Gemeinde, bis diese wiederum am 31. Dezember 2012 zu Nobitz kam. Der landwirtschaftlich geprägte Ort beherbergte im Jahr 2012 insgesamt 28 Personen. Die kleine Kirche steht etwas abseits vom Weiler.

## Kirche
In Großmecka befindet sich eine Kirche aus dem 16. Jahrhundert.